# Lillträsket (Piteå socken, Norrbotten, 727666-172905)
Lillträsket är en sjö i Piteå kommun i Norrbotten och ingår i Lillpiteälvens huvudavrinningsområde. Sjön har en area på 0,219 kvadratkilometer och ligger 190 meter över havet. Sjön avvattnas av vattendraget Lillpiteälven.

## Delavrinningsområde
Lillträsket ingår i det delavrinningsområde (727615-172940) som SMHI kallar för Inloppet i Pelloträsket. Medelhöjden är 194 meter över havet och ytan är 3,26 kvadratkilometer. Räknas de 24 avrinningsområdena uppströms in blir den ackumulerade arean 263,86 kvadratkilometer. Avrinningsområdets utflöde Lillpiteälven mynnar i havet. Avrinningsområdet består mestadels av skog (59 procent). Avrinningsområdet har 0,39 kvadratkilometer vattenytor vilket ger det en sjöprocent på 12 procent.